# UK Subs
UK Subs är ett engelskt punkband som startades 1976 i London. 
Gruppens låt "Warhead" spelas i filmen This is England.

## Diskografi
Studioalbum
- 1979 – Another Kind of Blues
- 1980 – Brand New Age
- 1980 – Crash Course
- 1981 – Diminished Responsibility
- 1982 – Endangered Species
- 1983 – Flood of Lies
- 1984 – Gross Out USA
- 1984 – Spellmagic
- 1985 – Huntington Beach
- 1985 – In Action
- 1987 – Japan Today
- 1988 – Killing Time
- 1988 – Sabers Dance
- 1988 – Motivator
- 1989 – Live in Paris
- 1991 – Mad Cow Fever
- 1993 – Normal Service Resumed
- 1996 – Occupied
- 1997 – Peel Sessions 1978-79
- 1997 – Quintessentials
- 1997 – Riot
- 2000 – Strangehold
- 2000 – Time Warp
- 2002 – Universal
- 2005 – Violent State
- 2006 – Original Punks Original Hits
- 2011 – Work In Progress
- 2013 – XXIV

Singlar och EP (topp 50 på UK Singles Chart)
- 1979 – "Stranglehold" (# 26)
- 1979 – "Tomorrow's Girls" (# 28)
- 1979 – She's Not There / Kicks (EP) (# 36)
- 1980 – "Warhead" (# 30)
- 1980 – "Teenage" (# 32)
- 1980 – "Party In Paris" (# 37)
- 1981 – "Keep On Runnin' (Till You Burn)" (# 41)

Samlingsalbum
- 1983 – Punk And Disorderly III - The Final Solution
- 1990 – Hardcore Breakout USA
- 1995 – Hardcore Breakout USA Volume 2
- 1996 – The British Punk Invasion Vol 2
- 1997 – The Punk, The Bad & The Ugly
- 1998 – At War With Society
- 1999 – A Triple Dose Of Punk
- 2003 – Angry Songs and Bitter Words